# Новые медиа
Новые СМИ или новые медиа (англ. New media) — термин, который в конце XX века стали применять для интерактивных электронных изданий и новых форм коммуникации производителей контента с потребителями для обозначения отличий от традиционных средств массовой информации, таких как газеты, то есть этим термином обозначают процесс развития цифровых, сетевых технологий и коммуникаций. Конвергенция и мультимедийные редакции стали обыденными элементами сегодняшней журналистики.
Исследователи медиа отмечают, что новые СМИ имеют три базовые составляющие: цифровой формат, интерактивность и мультимедийность.
Говоря о новых СМИ, речь заходит прежде всего о цифровых технологиях, и эти тенденции связаны с компьютеризацией общества, поскольку до 1980-х медиа полагались на аналоговые носители.
Следует отметить, что согласно закону Рипля более высокоразвитые средства массовой информации не являются заменой предыдущих, поэтому задача новых СМИ — это и вербовка своего потребителя, поиск иных областей применения; «онлайн-версия печатного издания вряд ли способна заменить само печатное издание».

## Альтернативное толкование
Под этим же термином подразумевают и демократизацию процесса создания и запуска СМИ.
Следует различать понятия «новые медиа» и «цифровые медиа». Хотя и там, и здесь практикуются цифровые средства кодировки информации.
Не следует путать новые технологии с таким понятием как «новая журналистика». Ещё в 2001 году медиаидеолог Марина Леско отмечала в газете «Новый взгляд»:
Евгений Ю. Додолев в своём недавнем интервью BBC прогнозирует у нас наступление эпохи не просто цифрового ТВ и сетевых изданий, но и вообще “новых СМИ” (new media), когда такие очевидные преимущества как, например, гипертекстовая верстка, позволяющая оперативно находить ссылки, растворят в себе все концептуальные посылы. И в этом контексте новые медиа размоют прославленную новую журналистику, которую Том Вулф и Норман Мейлер пытались приподнять на планку подлинного искусства.

## Отличия от традиционных медиа
Ряд исследователей не признает за данными ресурсами право называться СМИ. Этой точки зрения придерживается множество западных специалистов, однако, наиболее весомые аргументы приводит профессионал в области электронного маркетинга Б. Айзенберг. Свой отказ признавать социальные медиа средствами массовой информации в традиционном смысле он аргументирует тем, что все традиционные СМИ имеют своей целью донесение до общественности социально важной информации. «Новые медиа», в свою очередь, являются лишь платформой для коммуникации между людьми. Из этого следует, что традиционные СМИ на первое место ставят информацию, то есть содержание, а в рамках социальных медиа главенствует общение, в то время как содержание сообщений отходит на второй план.
Обратную позицию представляет петербургская исследовательница социальных медиа М. С. Будолак. Согласно выводу М. С. Будолак, «Новые медиа — это новый вид онлайн СМИ, где любой пользователь сети Интернет, не обладающий навыками программирования, может участвовать в процессе создания, хранения и распространения социально значимой информации, имеющей периодический характер и адресованной широкой общественности». В своей статье М. С. Будолак последовательно показывает, что все функции, которые выполняют традиционные СМИ, присущи и социальным СМИ.

## Интерактивность
Интерактивность (от англ. interaction — «взаимодействие») — понятие, которое раскрывает характер и степень взаимодействия между объектами. Интерактивность Новых медиа означает способность цифровой системы (компьютерной программы, Сетевого протокола и пр.) реагировать на действия пользователя, в результате которых на экране происходят трансформации визуальных и/или аудиальных компонентов проекта Новых медиа, изменение/добавление текста, модификации интерфейса и пр.
Интерактивность есть непременная составная новых медиа, в число которых входят глобальные многопользовательские игры, такие как World of Warcraft и Second Life.
Википедия также представляет собой образец нового СМИ.
Одним из примеров интерактивности, можно назвать интерактивный журнал.

## Безопасность
Новые медиа интересуют разведки всех стран и стали относительно недавно объектом шпионажа; особенно интересуют шпионов социальные сети Facebook и Twitter, которые представляют собой помимо всего прочего и систематизированную базу данных.

## История
До 1980-х отрасль располагала только аналоговыми и печатными моделями вещания, однако на настоящем этапе очевидны метаморфозы, которые сгенерировали Интернет и электронные игры:
Классические медиа начали обрастать новыми технологиями, такими как цифровая обработка изображений перед публикацией в газетах, например. Канадская радио-телевизионная и телекоммуникационная комиссия так определяет новые медиа: «Любая медиа продукция, являющаяся интерактивной и распространяемая цифровыми методами». Таким образом, они разделяют традиционные и новые медиа по критерию доступности и способам доставки конечному потребителю. Комиссия также подчёркивает важность интернета в становлении новых медиа, поскольку он позволяет использовать для передачи определенной информации текст, видео, аудио и изображения одновременно.
Любой человек может стать издателем «нового СМИ» с точки зрения технологии процесса. Вин Кросби, который описывает средства массовой информации, как инструмент вещания «одного многим», рассматривает новые медиа как коммуникацию «многих со многими».
Цифровая эра формирует иную медиа-среду. Репортёры привыкают к работе в киберпространстве. Как отмечается, ранее «освещение международных событий было делом нехитрым»:
необходимо было дождаться прибытия из заграницы какого-либо судна, взять интервью у пассажиров, а затем — как можно быстрее бежать в редакцию, чтобы твоя газета смогла опередить конкурентов и опубликовать новости первой. Связи между различными странами подразумевали физическое присутствие. Чтобы узнавать новости, журналист в буквальном смысле должен был находиться в гуще событий, а для их передачи в газету ему приходилось всякий раз возвращаться в редакцию.

Говоря о взаимоотношениях информационного общества и новых СМИ, Ясен Засурский акцентирует внимание именно на трёх аспектах, выделяя новые СМИ именно как аспект:
- Возможности СМИ на современном этапе развития информационно-коммуникационных технологий и интернета.
- Традиционные СМИ в условиях «интернетизации»
- Новые средства массовой информации.

## Пост-экранные новые медиа
Определение «постэкранные новые медиа» относится к современным цифровым интерактивным технологиям, в результате применения которых уменьшаются различия между виртуальным и реальным, между цифровым и естественным мирами при обмене цифровой информацией.
Пост-экранные технологии выводят экранную коммуникацию за грани экранов (Google Glass, Healby и др.), вторгаются в физические границы городского пространства (интерактивная архитектура, медиафасады, социальные роботы), становятся частью осязаемого мира (технологии VR и AR).
Некоторые современные исследователи обозначают Новые медиа «пост-экранными», поскольку применяются они не столько для экранного отображения (репрезентации) информации, сколько для удобного управления ею, комбинирования и массового использования разнообразных медиаданных, медиаобъектов и медиаповодов. В новой пост-экранной коммуникационной парадигме люди признаются равными участниками в общей «экологии» построения цифровых пространств, наряду с другими акторами — цифровыми объектами, алгоритмами, машинами, процессами и технологиями, каждый из которых имеет определенные средства для самопроявления и взаимодействия с другими участниками.
В современных видах цифрового, мультимедийного искусства, в сетевых медиапроектах и медиапрактиках крайне важны особенности соучастия, физической активности пользователей-партиципантов, тактильности, касания, альтернативных режимов видения, аффективности. Смыслы и значения в таких цифровых произведениях и медиапродуктах не предзаданы в образных структурах изображений или в содержании медиатекстов, но создаются ситуативно, в результате соучастия «зрителей» (партиципантов, пользователей) в смоделированных «событиях опыта», предлагая своего рода «испытания» физических и аффективных возможностей человеческого тела.